# Intermezzo II
Intermezzo II drugi je EP norveškog black metal-sastava Satyricon. Album je 10. svibnja 1999. godine objavila diskografska kuća Moonfog Productions.
Album sadrži obradu pjesme "INRI" sastava Sarcófago. Ta se pjesma nalazi i na počasnom albumu Tribute to Sacrófago iz 2001., koji je objavila diskografska kuća Cogumelo Records.

## Popis pjesama
| 1.    | »A Moment of Clarity«                                | 6:40 |
| 2.    | »INRI« (obrada Sacrófaga)                            | 2:11 |
| 3.    | »Nemesis Divina« (Clean Vision Mix)                  | 5:16 |
| 4.    | »Blessed from Below (Melancholy/Oppression/Longing)« | 6:06 |
| 20:13 |                                                      |      |

## Zasluge
| Satyricon - Satyr – vokali, gitara, mastering, dizajn, učinci - Frost – bubnjevi Dodatni glazbenici - Sanrabb – gitara (pjesme 1., 2.) - Ingar Amlien – bas-gitara (pjesme 1., 2.) - Vegard Blomberg – učinci (pjesme 1., 2.) | Ostalo osoblje - Kai Robøle – inženjer zvuka (pjesma 3.) - Mike Hartung – inženjer zvuka (pjesme 1., 2.) - Espen Berg – mastering - Marcel Lelienhoff – fotografija - Sidske van der Voss – stilizacija - S.W. Krupp – snimanje (pjesma 4.) |